# Palácio Rioja

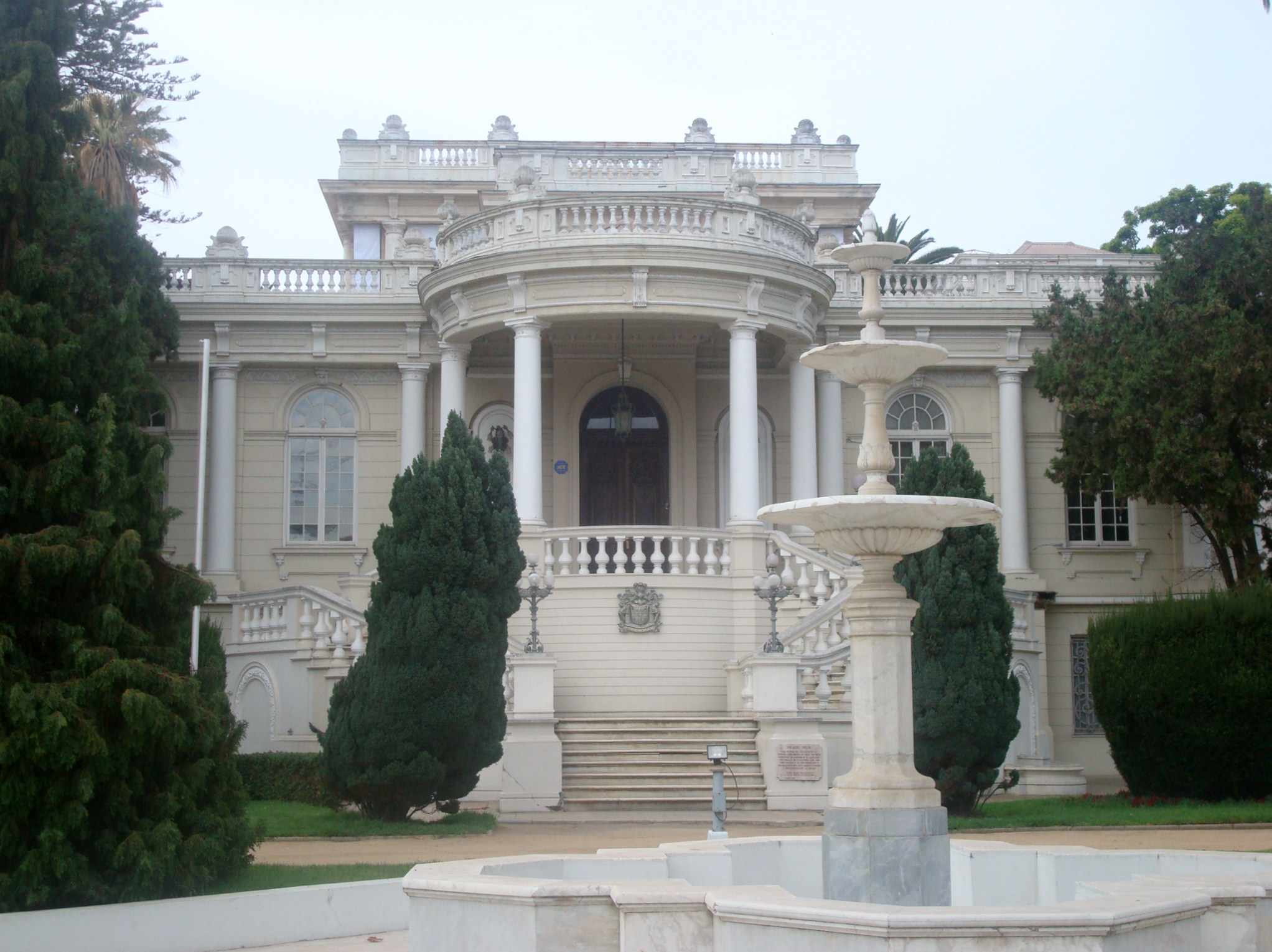
Palácio Rioja em 2011.

O Palácio Rioja é um edifício e museu localizado em Viña del Mar, no Chile, no setor Vergara, na Rua Quillota entre 3 e 4 Norte. Desde 1979, o Museu de Arte Decorativo opera no local. O palácio, juntamente com o parque circundante, foi declarado Monumentos Nacionais do Chile, na categoria de Monumento Histórico, pelo Decreto Supremo nº 262 de 14 de maio de 1985.

## História
O terreno onde o prédio está localizado pertencia às terras da Quinta São Francisco, de propriedade de José Francisco Vergara e sua esposa Mercedes Alvares, no local onde ficava a casa do empregador, destruída após o terremoto de 1906.
Em 1907 a propriedade foi adquirida pelo empresário de origem espanhola Fernando Rioja Medel , que decidiu mudar sua casa da cidade de Valparaíso para Viña del Mar. Em 1909, ele contratou o arquiteto Alfredo Azancot para construir o palácio no meio de um grande parque, onde ele introduziu várias espécies botânicas de várias partes do mundo.
O ano de 1956 foi adquirido pelo Município de Viña del Mar, que o destinou a vários eventos e cerimônias culturais. A partir de 1971, o edifício funcionou como sede do gabinete do prefeito, até que em 1978 foi transferido para o prédio na rua Arlegui . Finalmente, em agosto de 1979, o Palácio de Rioja foi destinado como um Museu de Arte Decorativo.

## Sua coleção
O Museu exibe e protege uma coleção de quase 333 peças entre móveis, tecidos e decorações da aristocracia chilena do início do século XX. Enfatize peças de estilo império, réplicas exatas de móveis napoleônicos, seus finos tecidos de parede e elementos ornamentais.